# Przygodzice (wieś)
Przygodzice – wieś w Polsce, położona w województwie wielkopolskim, w powiecie ostrowskim, w gminie Przygodzice. Leży nad rzeką Barycz przy ujściu do niej cieku Roguszna, niedaleko południowej granicy Ostrowa Wielkopolskiego. Stanowi siedzibę gminy Przygodzice.

## Historia
Przygodzice wzmiankowano po raz pierwszy w 1403 roku. Właściciel wsi, podkomorzy kaliski Rafał z Gołuchowa, uzyskał przywilej lokacji na terenie wsi miasta Światłowa, nie został on jednak wykorzystany. Od XIX wieku wieś stanowiła klucz dużego majątku ziemskiego, przekształconego przez Radziwiłłów w ordynację, od 1840 roku o statusie Hrabstwa Przygodzickiego. Wcześniej we wsi rezydowali właściciele okolicznych dóbr, m.in. Ostrowa.
Właścicielami dóbr przygodzickich byli między innymi:
- Jan Jerzy Przebendowski,
- Franciszek Bieliński,
- Marcin Mikołaj Radziwiłł,
- Józef Mikołaj Radziwiłł,
- Michał Hieronim Radziwiłł,
- Antoni Henryk Radziwiłł,
- Wilhelm Radziwiłł,
- Bogusław Fryderyk Radziwiłł,
- Ferdynand Radziwiłł,
- Michał Radziwiłł Rudy.

24 lutego 1739 zmarł tutaj jeden z największych adherentów Augusta Mocnego, Jan Jerzy Przebendowski. O odkryciach w Przygodzicach pisał w Grobie wojownika rzymskiego z Przygodzic Józef Kostrzewski, twórca polskiej szkoły archeologicznej. Z Przygodzicami związany był także pierwszy poległy powstaniec wielkopolski Jan Mertka, uhonorowany tutaj tablicą pamiątkową na murach dawnej Szkoły Powszechnej, do której uczęszczał. W 1895 roku urodził się tu błogosławiony kościoła katolickiego Aleksy Sobaszek.
Miejscowość przynależała administracyjnie przed rokiem 1887 do powiatu odolanowskiego, w latach 1975-1998 do województwa kaliskiego, a w latach 1887–1975 i od 1999 do powiatu ostrowskiego.
W końcu XIX wieku wieś liczyła według Słownika Geograficznego Królestwa Polskiego 46 domów i 444 mieszkańców, a majątek – 19 domów i 263 mieszkańców.
W miejscowości działało Państwowe Gospodarstwo Rybackie Przygodzice.

## Zabytki

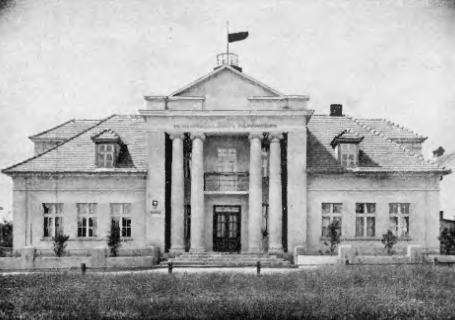
Dom strzelecki

- Dom Ludowy im. marsz. Józefa Piłsudskiego, wybudowany w latach 1935–1936 według projektu Józefa Wedera[6], z cechami tzw. stylu dworkowego i kolumnami wielkiego porządku, obecnie siedziba Urzędu Gminy,
- dwór Przebendowskich z XVIII wieku, przebudowany w XX wieku[8]
- kościół Najświętszej Maryi Panny Nieustającej Pomocy z lat 1925–1930, neobarokowy, jednonawowy, z barokizującym wystrojem wnętrza[6].

## Przyroda
Na zachód od wsi rozciągają się Stawy Przygodzickie zajmujące ponad 400 ha powierzchni, w których prowadzi się hodowlę karpi królewskich. Ponadto miejscowość leży nieopodal parku krajobrazowego „Dolina Baryczy”.

## Transport
Przygodzice leżały niegdyś wzdłuż dróg krajowych nr 11 i nr 25, których przebieg zmieniono po wybudowaniu obwodnicy Ostrowa Wielkopolskiego. Obecnie przez wieś przebiega droga wojewódzka nr 490. Do wsi kursują autobusy MZK Ostrów Wielkopolski. W południowej części miejscowości znajduje się stacja kolejowa Przygodzice leżąca na linii kolejowej nr 272. 

## Edukacja
- Zespół Szkół – Szkoła Podstawowa i Gimnazjum w Przygodzicach
- Uniwersytet Ekonomiczny we Wrocławiu, Wydział Inżynieryjno-Ekonomiczny, ośrodek studiów zaocznych,
- Zespół Szkół Ponadgimnazjalnych Centrum Kształcenia Ustawicznego – kierunki kształcenia: liceum ogólnokształcące (profil wojskowy, profil zarządzanie kryzysowe), technikum (technik agrobiznesu, technik inżynierii środowiska i melioracji, technik technologii chemicznej), zasadnicza szkoła zawodowa (mechanik operator pojazdów i maszyn rolniczych, rolnik), studium policealne (technik obsługi turystycznej, technik administracji).

## Części miejscowości
- Przygodzice
- Nowe Osiedle (Biniewskie)
- Osiedle Przyroda
- Strugi
- Tarchalskie